# Lahdenpohjasaari
Lahdenpohjasaari är en ö i Finland. Den ligger i sjön Kuvansi och i kommunen Leppävirta i den ekonomiska regionen  Varkaus ekonomiska region  och landskapet Norra Savolax, i den centrala delen av landet, 290 km nordost om huvudstaden Helsingfors. Öns area är 1,9 hektar och dess största längd är 270 meter i sydöst-nordvästlig riktning.